# Teatro romano de Filipópolis
O teatro romano de Filipópolis é um dos teatros romanos mais bem conservados, situado no centro da cidade de Plovdiv, na Bulgária. Foi construída no século I d.C, possivelmente durante o reinado de Domiciano. O teatro tem capacidade para entre 5.000 e 7.000 espectadores e ainda é utilizado nos dias atuais.

## Localização
O teatro está situado na cidade velha de Plovdiv.

## Descrição
Os assentos dos espectadores são orientados para o sul, em direção à antiga cidade na planície e às Montanhas Rhodope. Em esboço, o teatro é um semi-círculo com um diâmetro externo de 82 metros. O prédio do palco - o scaenae frons - fica ao sul da orquestra. Tem três andares e é uma parede alta do piso do palco, apoiada por colunas. O proscênio é uma parede que sustenta a borda frontal do palco com nichos ornamentados ornamentados nas laterais. O proscaenium, que tem 3,16 metros de altura, e sua fachada é decorada com uma colunata de mármore iônico com pedestais triangulares. A fachada do cenário, que tem vista para a área dos espectadores, consiste em dois pórticos de dois andares, o primeiro na ordem ônica romana e o segundo na ordem romano-coríntia. A fachada é cortada por três portões simetricamente localizados. As entradas da orquestra, que são descobertas e abobadadas, conectam a caverna com o prédio do palco. Uma passagem subterrânea abobadada começa a partir do centro da orquestra, passa por baixo do edifício do palco e sai do teatro. Outra passagem abobadada, passando por baixo do banco central de assentos da primeira fileira, conecta a caverna com a área das Três Colinas.[carece de fontes?]
Similar a todos os teatros do território do Império Romano, no teatro do Trimontium foram inscritos os assentos dos espectadores honorários. Havia inscrições não só para os representantes da câmara municipal, mas também para magistrados, amigos do Imperador, etc. Algumas inscrições honorárias mostram que o edifício foi utilizado como sede da assembléia provincial trácia. Construído com cerca de 7.000 assentos, cada seção de assentos tinha os nomes dos bairros da cidade gravados nas bancadas para que os cidadãos soubessem onde deveriam sentar-se.[carece de fontes?]
Enquanto os gregos preferiam os exercícios de ginásio e estádio, o interesse romano pelo esporte foi para os eventos no teatro e no circo. Assim, presumivelmente, foram realizadas lutas de gladiadores com animais no teatro, já que foram descobertos restos de instalações de segurança em frente à primeira fila. Estas adições foram feitas devido à visita do Imperador Caracalla ao Trimontium em 214 d.C.[carece de fontes?]
O teatro foi danificado no século V d.C. por Átila, o Huno.[carece de fontes?]
O teatro só foi encontrado no início dos anos 70, devido a um deslizamento de terra. Isto causou uma grande escavação arqueológica, incluindo a remoção de cerca de 4,5 m de terra cobrindo o que foi deixado escondido pelo deslizamento de terra. A restauração do teatro romano em Plovdiv é considerada uma das melhores realizações da Escola Búlgara de Conservação. A intervenção é limitada com base em testes rigorosos e a exclusão de suposições. A reconstrução foi feita estritamente de acordo com o método da anastilose e o novo material é claramente visível. O teatro é uma das numerosas construções da época do Império Romano, preservada na Bulgária. Há várias estelas e inscrições nas paredes em língua grega bizantina no teatro.[carece de fontes?]

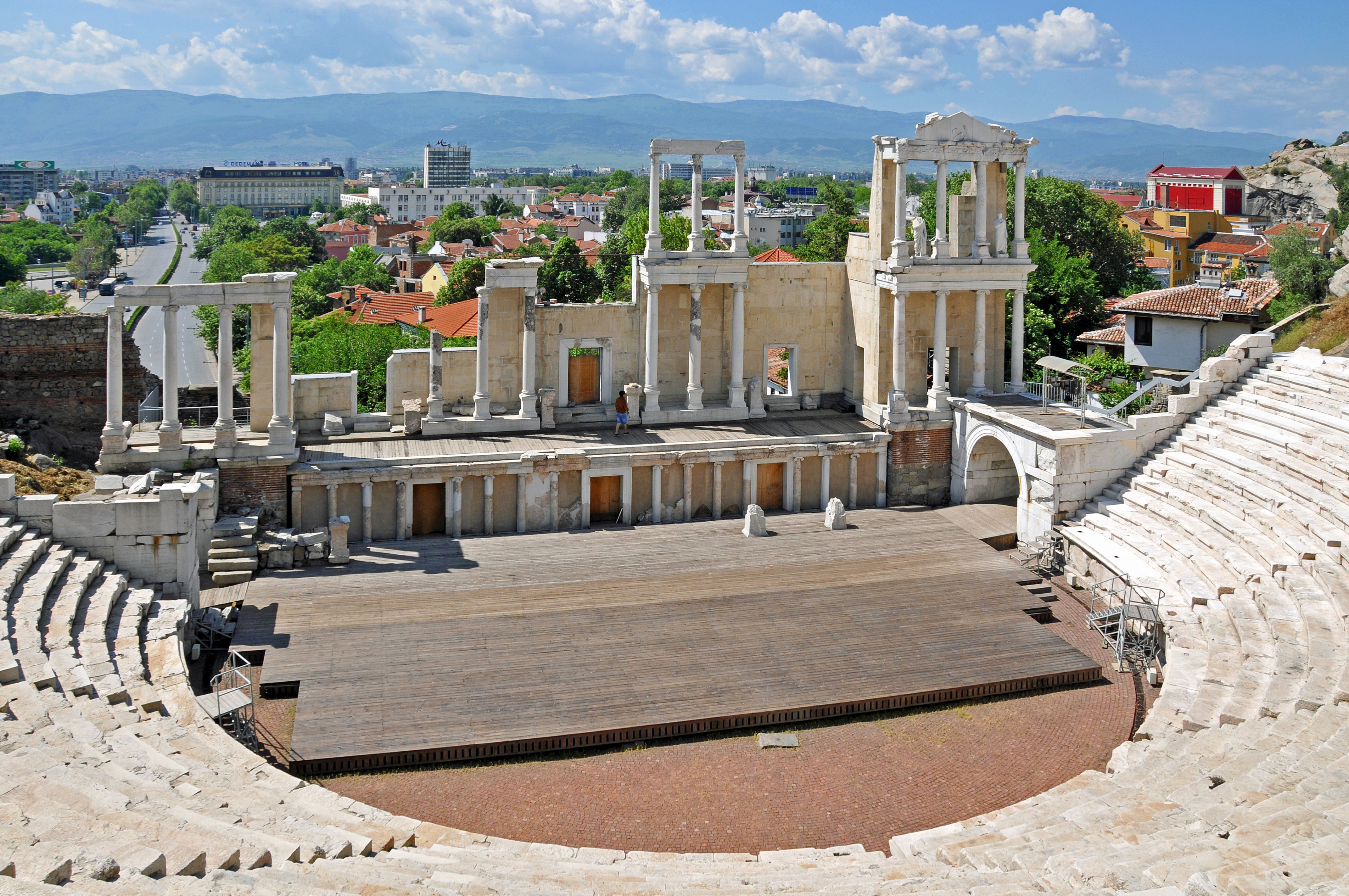
O edifício do palco – o scaenae frons
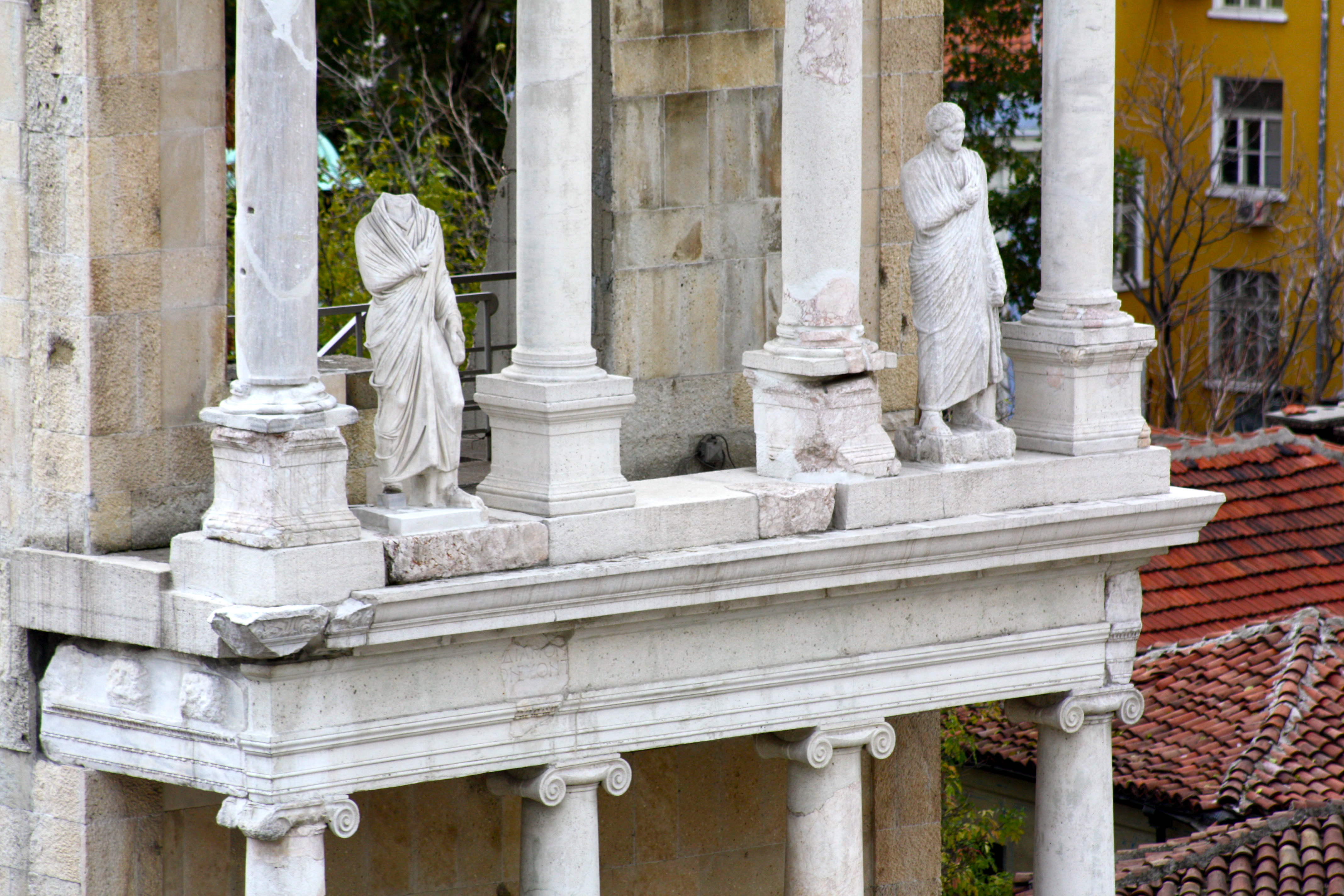
Estátuas - parte da decoração dos frons scaenae
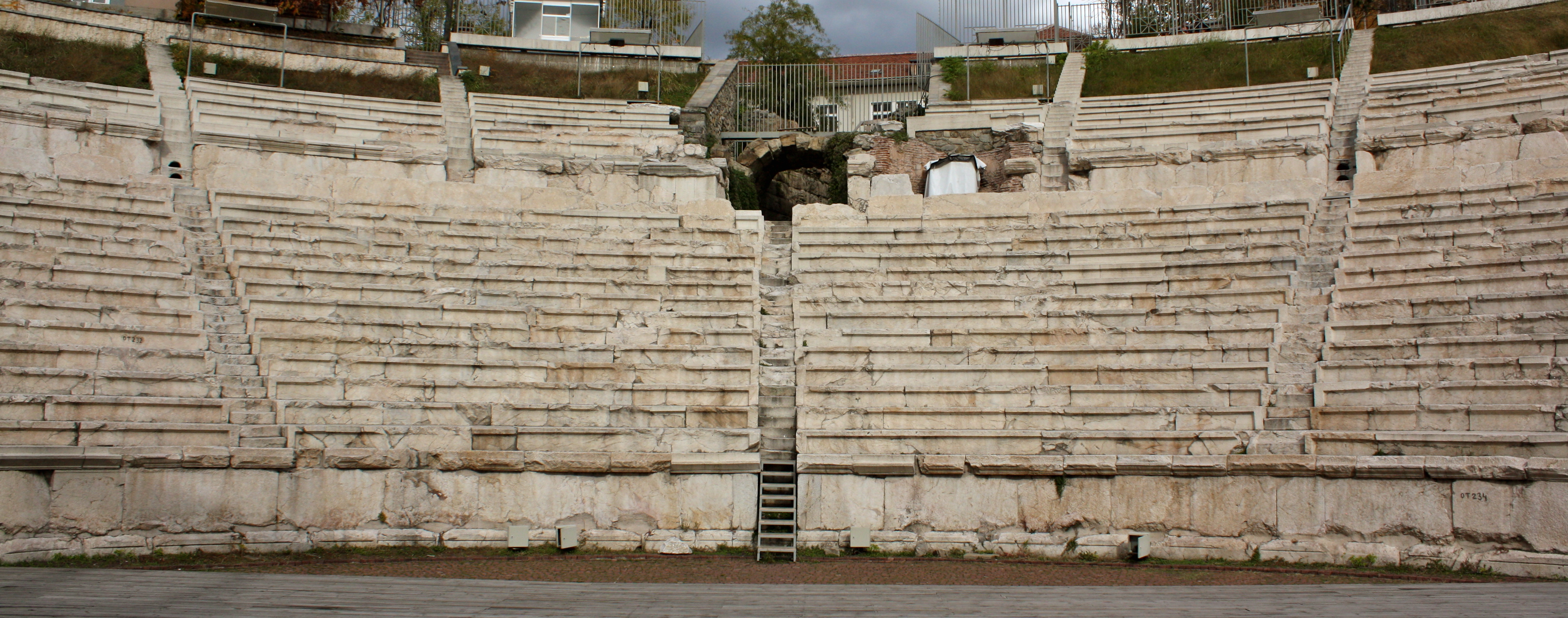
Os assentos dos espectadores (cavea)
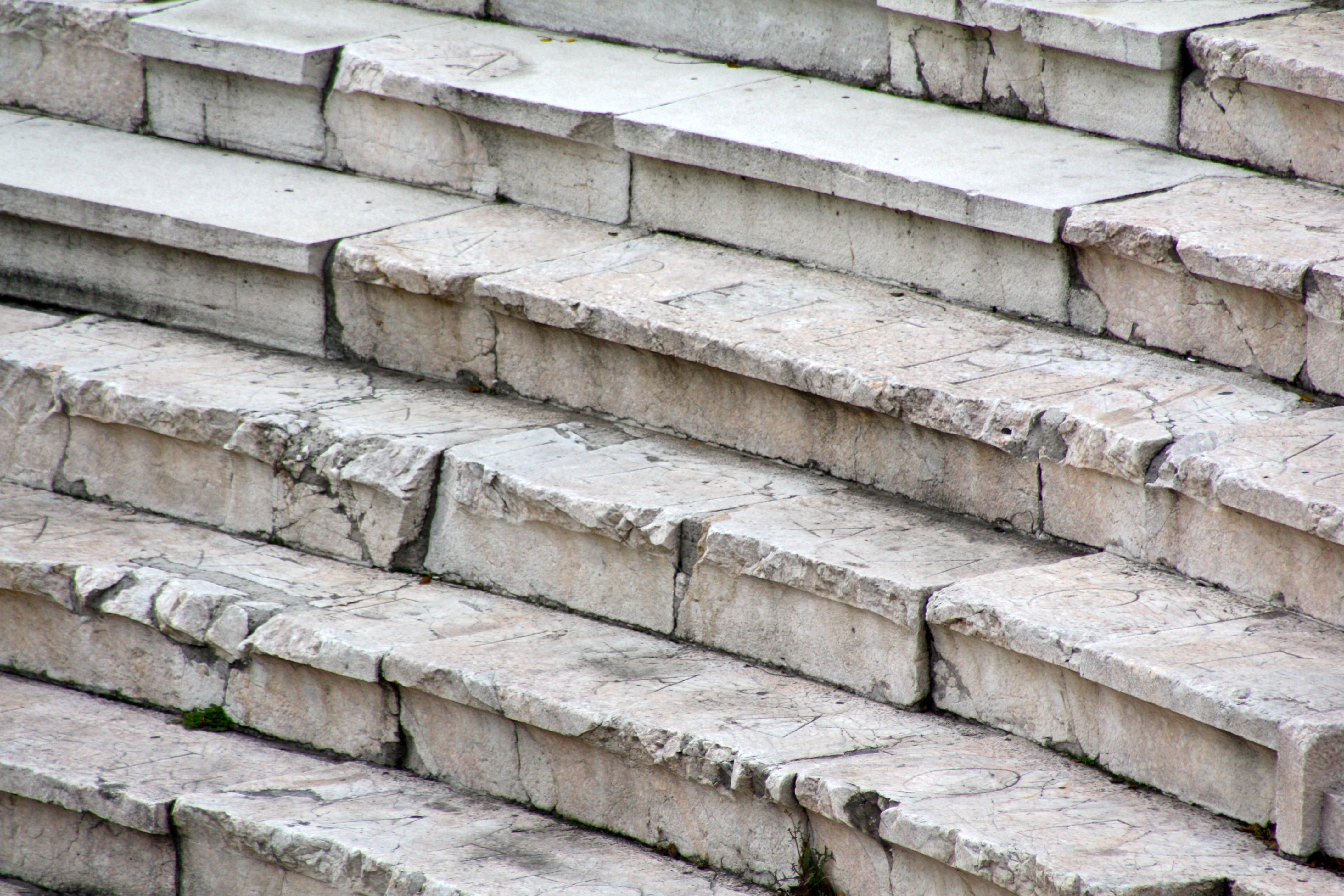
Os assentos de mármore com inscrições honorárias
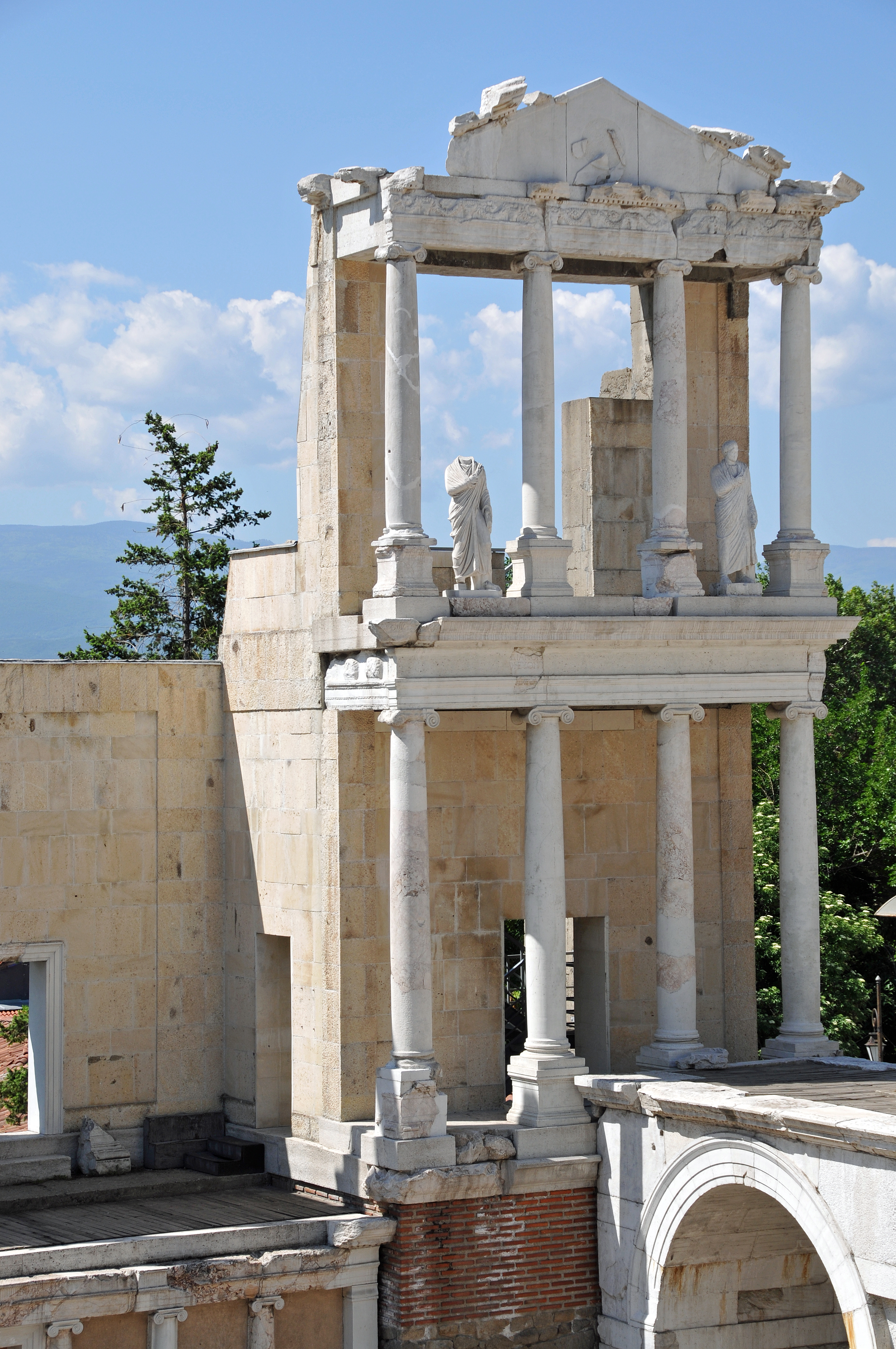
Os frons scaenae e os Parodos

## Cultura
Durante os meses de verão, o teatro recebe peças teatrais e espetáculos musicais.[carece de fontes?]
A cerimônia de premiação da 21ª Olimpíada Internacional de Informática foi realizada no teatro.
O músico de Heavy Metal Devin Townsend gravou seu álbum ao vivo de 2018 Ocean Machine - Live at the Ancient Roman Theatre Plovdiv no teatro, acompanhado com a Orquestra e o Coro da Ópera Plovdiv. O supergrupo de metal progressivo Sons of Apollo gravou seu álbum ao vivo de 2019 e seu filme ao vivo com a Sinfonia Psicótica de Plovdiv no teatro, acompanhado também pela Orquestra da Ópera de Plovdiv.[carece de fontes?]

## Restauração e conservação

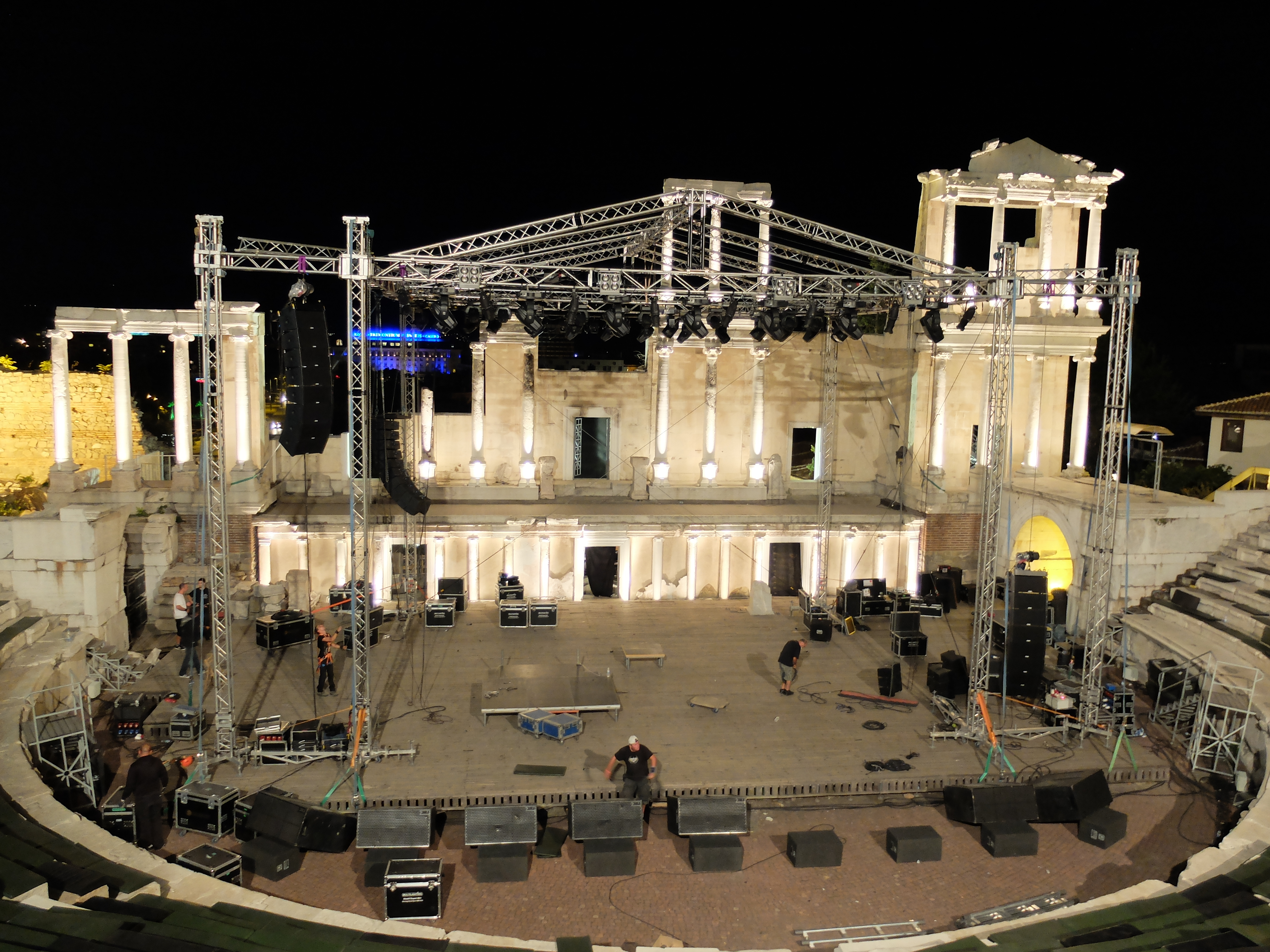
Preparativos para concertos (2015)

No final do século IV uma grande parte do teatro foi destruída (por fogo ou terremoto). Isto foi até o final dos anos 60, quando as ruínas da estrutura foram encontradas durante as escavações arqueológicas na região realizadas pelo pessoal do museu arqueológico de Plovdiv. A restauração do antigo teatro é reconhecida como uma das maiores realizações no campo da conservação na Bulgária. O monumento foi restaurado utilizando os elementos arquitetônicos originais no maior grau possível, seguindo estritamente a técnica da anastilose.[carece de fontes?]
Hoje, o antigo teatro é o marco mais reconhecido de Plovdiv. Ele desempenha um papel significativo na vida cultural da cidade (devido principalmente à arquitetura do monumento e sua boa acústica) e serve de palco para peças de teatro, concertos, eventos públicos, etc. O teatro pode acomodar até 3.500 espectadores.[carece de fontes?]

Restauração do antigo teatro
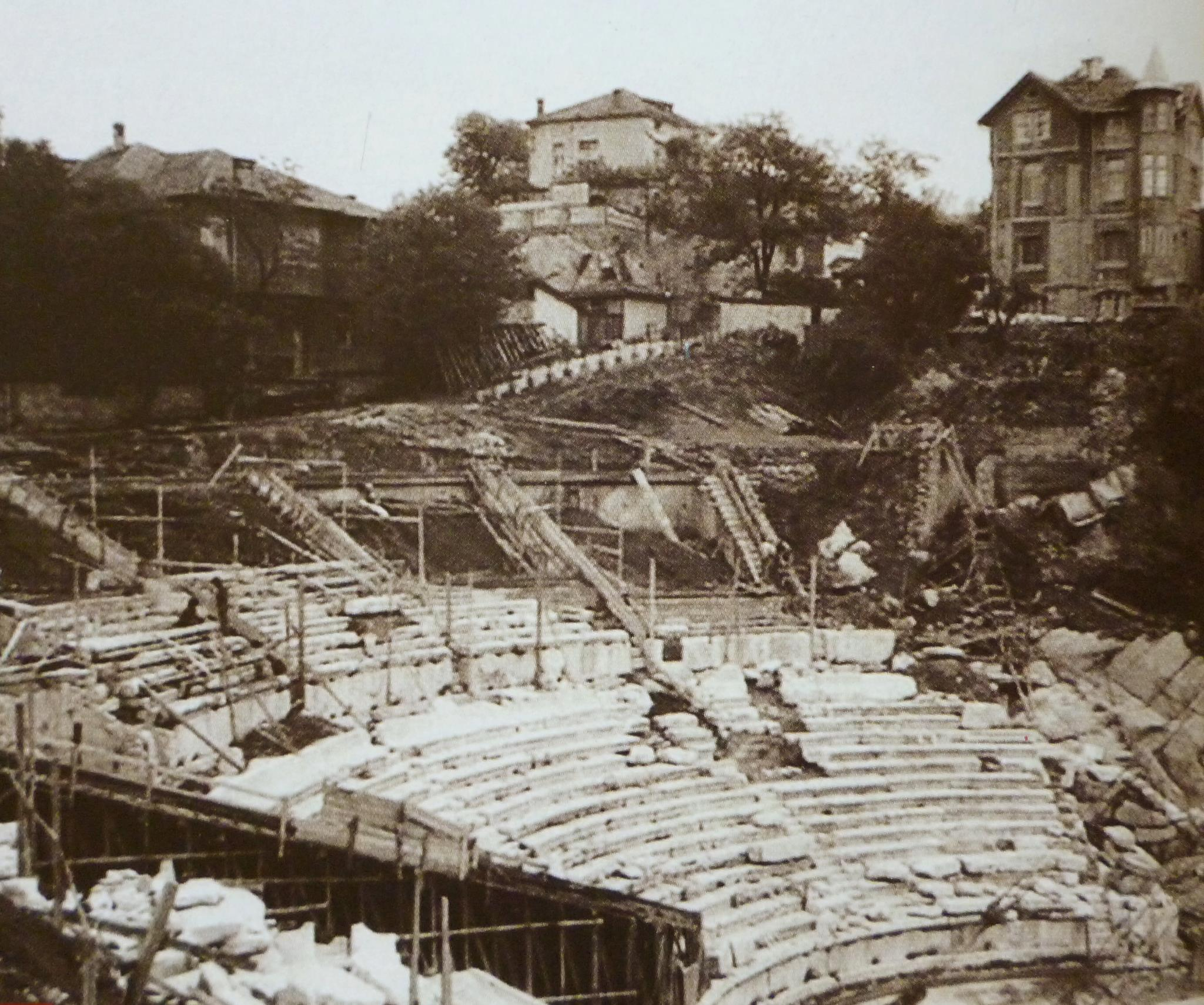
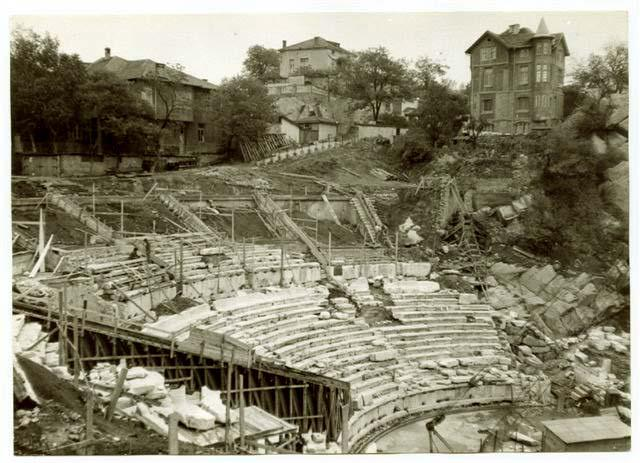
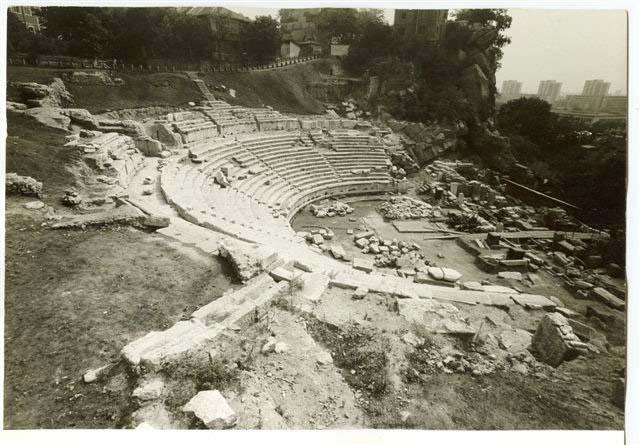

## Inscrições no teatro

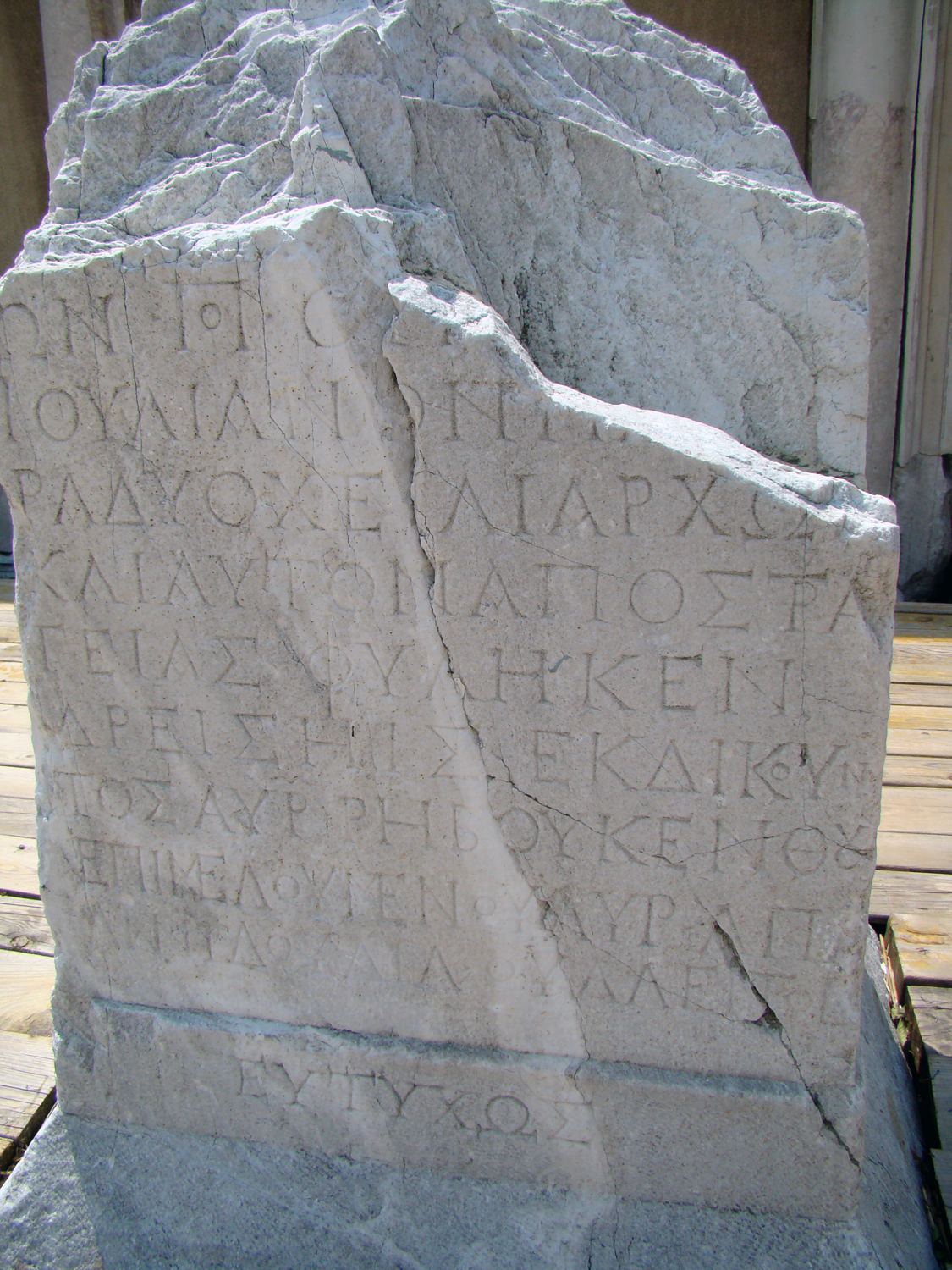
Estela com inscrição grega bizantina do Antigo Teatro Plovdiv
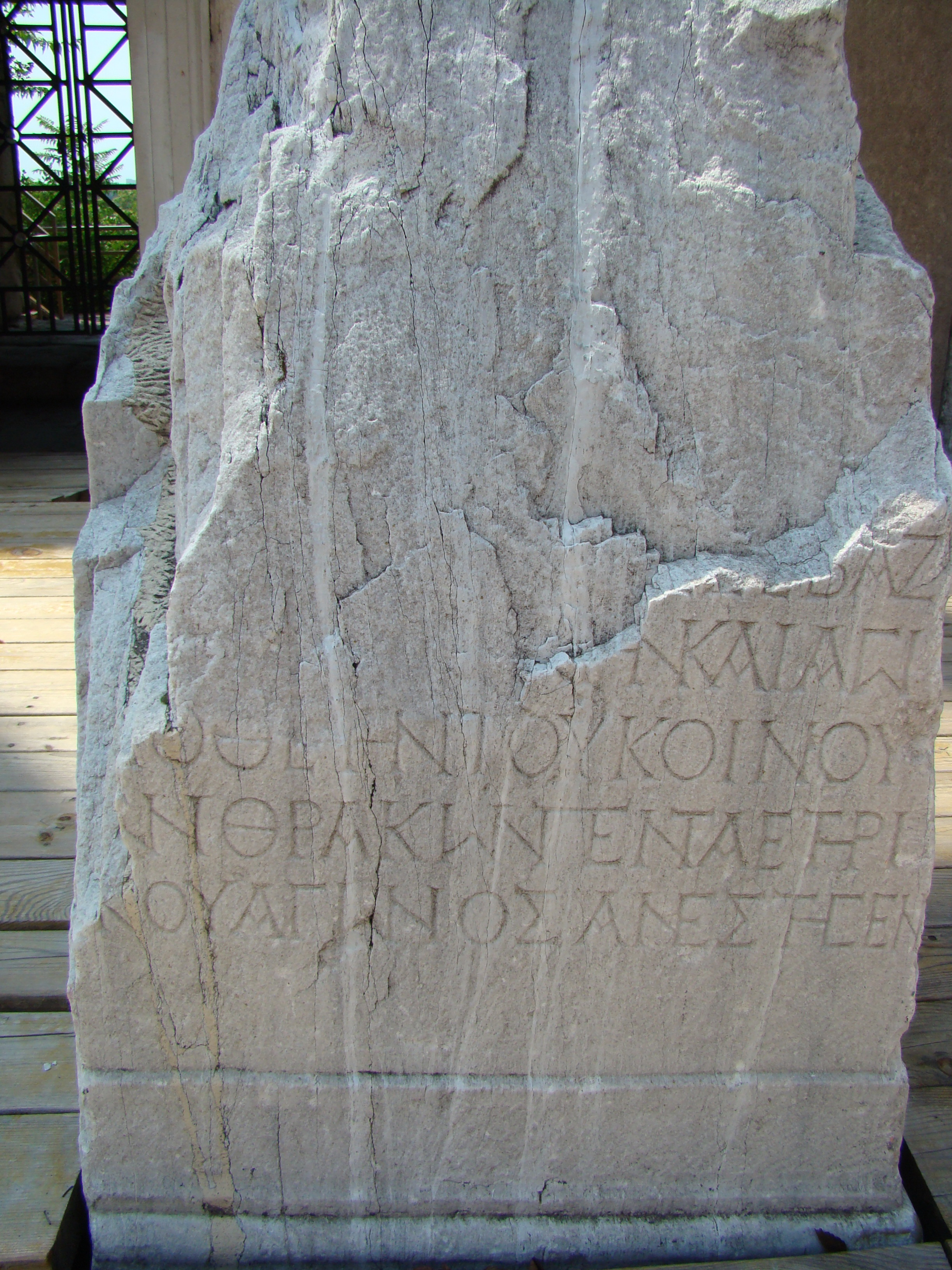
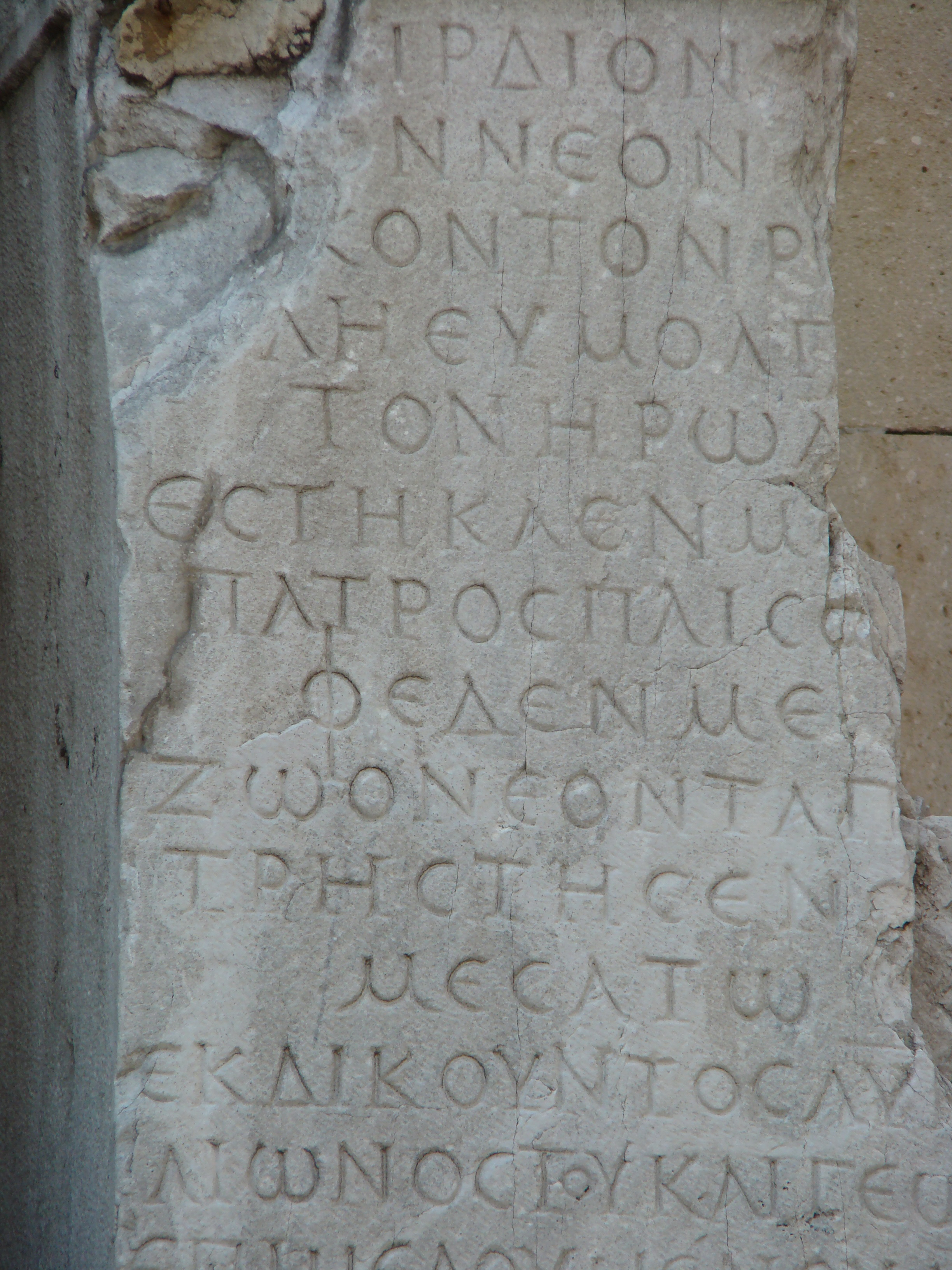
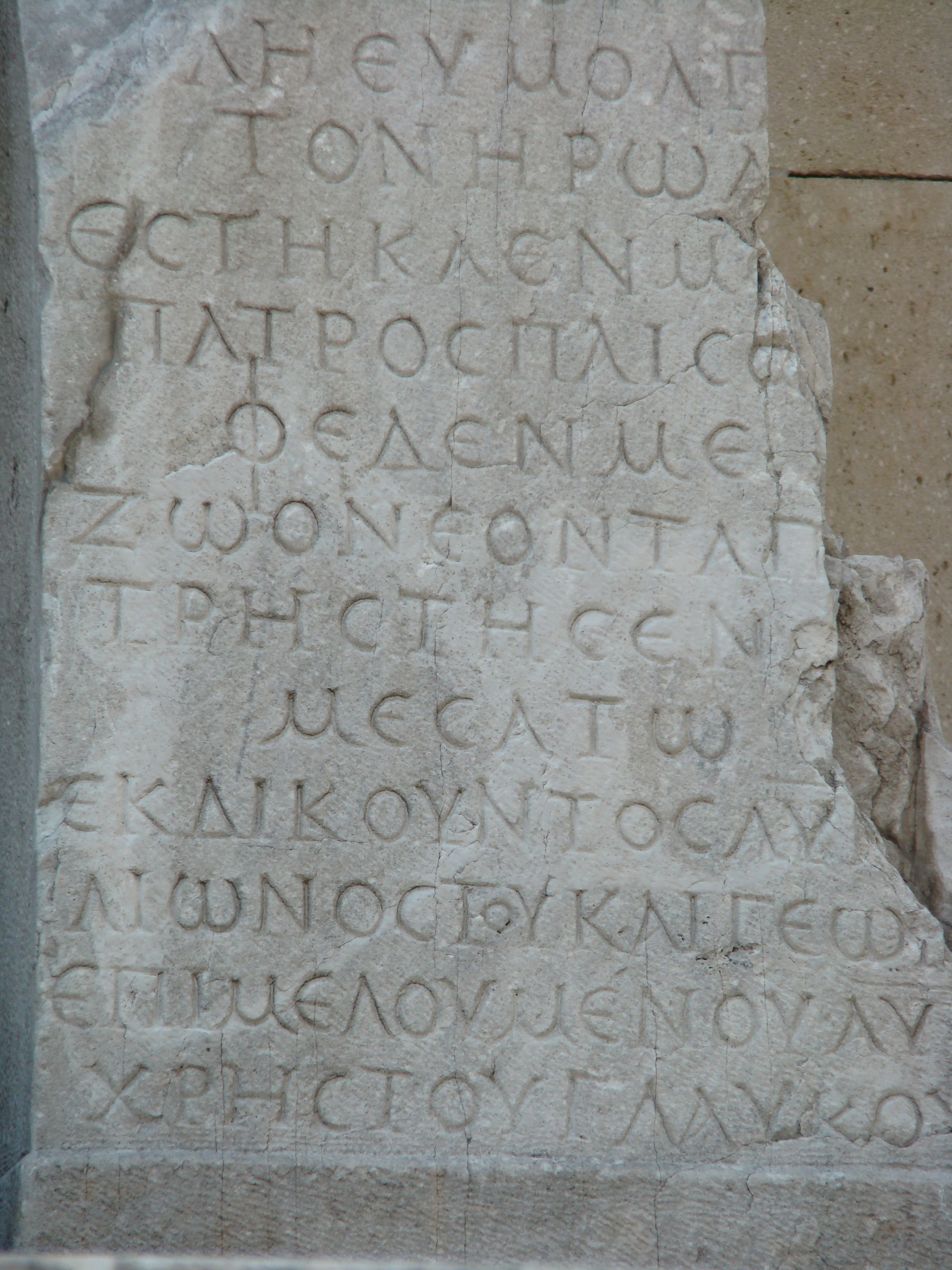